# Carpha
Carpha Banks & Sol. ex R.Br.  é um género botânico pertencente à família Cyperaceae.

## Sinônimos
- Asterochaete Nees
- Oreograstis K.Schum.

## Espécies
| - Carpha alpina - Carpha andina - Carpha angustissima - Carpha antarctica - Carpha aristata - Carpha arundinacea - Carpha aubertii - Carpha avenacea - Carpha borbonica - Carpha bracteosa - Carpha capensis - Carpha capitellata - Carpha clandestina | - Carpha costularioides - Carpha curvata - Carpha deusta - Carpha diandra - Carpha elongata - Carpha emini - Carpha filifolia - Carpha glomerata - Carpha graciliceps - Carpha hexandra - Carpha junciformis - Carpha laxa - Carpha laxus | - Carpha nitens - Carpha nivicola - Carpha novae - Carpha paniculata - Carpha perrieri - Carpha rodwayi - Carpha schlechteri - Carpha schoenoides - Carpha schweinfurthiana - Carpha solitaria - Carpha tasmanica - Carpha urvilleana |